# Тушицька Нова Весь
Тушицька Нова Весь (словац. Tušická Nová Ves, угор. Tusaújfalu) — село, громада в окрузі Михайлівці, Кошицький край, Словаччина. Кадастрова площа громади — 4,33 км². Населення — 527 осіб (за оцінкою на 31 грудня 2017 р.).

## Історія
Перша згадка 1342 року як Wyfalw. З 1773-го року відоме як Tussicska Nowa Wes; угор. Tussaújfalu.
1715-го року тут було 8 занедбаних і 4 житлових домогосподарств, 1787-го р. — 36 будинків і 269 мешканців, 1828-го — 47 будинків і 353 мешканців.
JRD було створено 1959-го року.

## Географія
Протікає Правобережний канал

## Населення
| Рік:            | 1994. | 2004.   | 2014.   | 2024.   |
| --------------- | ----- | ------- | ------- | ------- |
| Кількість осіб: | 622   | 585     | 555     | 506     |
| Різниця:        |       | -5,94 % | -5,12 % | -8,82 % |

| Рік:            | 2023. | 2024.   |
| --------------- | ----- | ------- |
| Кількість осіб: | 509   | 506     |
| Різниця:        |       | -0,58 % |